# Idaho zászlaja
A nőalak a női választójog szimbóluma, illetve a szabadságé és az igazságé (a fején frígiai sapka, a kezében mérleg). A bányász Idaho legfontosabb gazdasági tevékenységére utal; a fa a jelentős mértékű fakitermelésre.
A szántóvető és a gabona a mezőgazdaságot jelképezi, a bőségszaru pedig a kertművelést. A szarvasfej arra utal, hogy az állam törvényei védik a jávorszarvasokat.